# Liste der Kulturdenkmäler in Rümmelsheim
In der Liste der Kulturdenkmäler in Rümmelsheim sind alle Kulturdenkmäler der rheinland-pfälzischen Ortsgemeinde Rümmelsheim einschließlich des Ortsteils Burg Layen aufgeführt. Grundlage ist die Denkmalliste des Landes Rheinland-Pfalz (Stand: 2. August 2023).

## Denkmalzonen
| Bezeichnung                     | Lage                                                             | Baujahr                                   | Beschreibung                                                                       | Bild |
| ------------------------------- | ---------------------------------------------------------------- | ----------------------------------------- | ---------------------------------------------------------------------------------- | ---- |
| Denkmalzone Jüdischer Friedhof  | Rümmelsheim, nordwestlich des Ortes; Distrikt Auf dem Horet Lage | vor 1808                                  | vor 1808 (?) eröffnet, sechs Grabsteine von 1848 bis ins 20. Jahrhundert           | BW   |
| Denkmalzone Ortskern Burg Layen | Burg Layen, Burg-Layen 1–8 Lage                                  | 18. bis erste Hälfte des 20. Jahrhunderts | historischer Kernbereich mit Weingütern, 18. bis erste Hälfte des 20. Jahrhunderts | BW   |

## Einzeldenkmäler
| Bezeichnung                            | Lage                                                        | Baujahr                   | Beschreibung | Bild            |
| -------------------------------------- | ----------------------------------------------------------- | ------------------------- | --- | --------------- |
| Wohnhaus                               | Rümmelsheim, Flurstraße 1 Lage                              | 17. Jahrhundert           | barockes Fachwerkhaus, teilweise massiv, wohl aus dem 17. Jahrhundert | BW              |
| Katholische Pfarrkirche St. Laurentius | Rümmelsheim, Hauptstraße Lage                               | 1834                      | Saalbau, im Kern klassizistisch, 1834, neubarockes Querschiff mit Westturm, 1919/29, Architekt Peter Marx, Trier                                                                                 | BW              |
| Kriegerdenkmal                         | Rümmelsheim, Hauptstraße Lage                               | 1920er Jahre              | Kriegerdenkmal 1914/18; Kunststein-Sarkophag, Unterbau mit Brunnen, 1920er Jahre, nach 1945 erweitert                                                                                            | BW              |
| Rathaus                                | Rümmelsheim, Hauptstraße 11 Lage                            | 1911                      | ehemalige Schule; neubarocker Putzbau, abgewalmtes Mansarddach, bezeichnet 1911 | BW              |
| Wohnhaus                               | Rümmelsheim, Hauptstraße 15 Lage                            | Ende des 18. Jahrhunderts | spätbarockes Fachwerkhaus, verputzt, wohl vom Ende des 18. Jahrhunderts | BW              |
| Hofanlage                              | Rümmelsheim, Hauptstraße 23 Lage                            | 1832                      | Hofanlage; Fachwerkhaus, teilweise massiv, bezeichnet 1832, Wirtschaftsgebäude, teilweise Fachwerk                                                                                               | BW              |
| Evangelische Kirche                    | Rümmelsheim, Hohlstraße 18 Lage                             | um 1900                   | neugotischer Saalbau, um 1900 | BW              |
| Katholisches Pfarrhaus                 | Rümmelsheim, Oberstraße 32 Lage                             | 1931                      | kubischer Walmdachbau; Bauhaus-, neuklassizistische und Heimatstil-Motive, 1931 | BW              |
| Aussichtsturm                          | Rümmelsheim, nordwestlich des Ortes auf dem Horetsberg Lage | 1909/10                   | Bruchsteinbau, 1909/10 | BW              |
| Hofanlage                              | Burg Layen, Burg-Layen 3 Lage                               | 1732                      | Hofanlage; Wohnhaus mit abgewalmtem Mansarddach, bezeichnet 1732, Veränderungen im 19. Jahrhundert                                                                                               | BW              |
| Burg Layen                             | Burg Layen, Burg-Layen 15, 16, 17, Naheweinstraße 2 Lage    | um 1200                   | romanischer Bergfried, um 1200, Ringmauerteile, kleiner Rundturm, Giebelwand eines Wohnhauses, 16. Jahrhunderts; an Nr. 16: spätgotischer Türsturz bezeichnet 1534, Kellerabgang bezeichnet 1530 | Fotos hochladen |
| Spolie                                 | Burg Layen, Burg-Layen, an Nr. 15 Lage                      | 18. Jahrhundert           | barockes Relief, 18. Jahrhundert | BW              |